# Thermoölanlage
Eine Thermoölanlage, die auch als Thermalölanlage oder Wärmeträgerölanlage bezeichnet wird, ist eine Wärmeträgeranlage zur indirekten Temperierung von Produktionsprozessen mit Thermoöl als Wärmeträger.

## Technik
Mithilfe von Thermoöl, das neben Wasser oder Salzschmelzen als Wärmeübertragungsmedium eingesetzt werden kann, ist es möglich, Gegenstände und Stoffe während eines Produktionsprozesses zu erhitzen oder abzukühlen. Für industrielle Prozessanlagen wird Wasserdampf bis zu einer Temperatur von 210 °C bis 240 °C verwendet. Für höhere Temperaturen ist Wasserdampf ungeeignet, da der Dampfdruck und die erforderliche Druckstufe für die wasserdampfführenden Bauteile nicht mehr wirtschaftlich ist.
Im Vergleich zu Wasser besitzen gängige Thermoöle eine deutlich geringere spezifische Wärmekapazität, die bei sonst gleichem Volumenstrom durch den Verbraucher (Maschine, Reaktor etc.) zu einer verringerten Wärmeleistung bei gleicher Temperaturdifferenz führen. Bei Thermalölanlagen können bis zu einer Temperatur von ca. 300 °C die Flüssigphase genutzt werden, da der Dampfdruck niedrig ist. Das Thermalöl Diphyl (Lanxess) hat bei 260 °C einen Dampfdruck von 1,074 bar. Bei Anwendungen mit höheren Temperaturen wird das Thermalöl nach dem Erhitzen in einem Entspanner (Flash Tank) teilverdampft. Zur Wärmeübertragung wird die Gasphase an einen Wärmetauscher übertragen und die bei der Kondensation wieder freiwerdende Kondensationsenthalpie genutzt. Silikonöle lassen eine Verwendung bis zu Temperaturen von 400 °C zu.
Die Erhitzer haben mehrgängige Rohranordnungen, die mit einer fossilen Feuerung beheizt werden. Das Thermalöl wird im Zwangdurchlauf durch die Heizschlangen geleitet und den Verbrauchsstellen zugeführt. In Kleinanlagen wird das Öl auch elektrisch beheizt.
In dem Kreislauf müssen Ausdehnungsbehälter für den Ausgleich der relativ hohen thermischen Ausdehnung des Thermalöls und Auffanggfäße installiert werden. Der apparative Aufwand von Anlagen mit Verdampfung des Thermalöls ist deutlich aufwändiger und bedürfen zusätzlicher Einrichtungen (Flash Tank, Speisebehälter, Thermalölpumpen).
Thermalöle haben keine korrosiven Eigenschaften und es besteht keine Gefahr des Einfrierens bei Außenaufstellung. Allerdings flocken Hochtemperaturthermalöle bei niedrigeren Temperaturen aus und für die Förderung ist eine Mindesttemperatur einzuhalten. Durch die Temperatureinwirkung werden die Öle über die Zeit zersetzt; es bildet sich Russ und Leichtsieder, so dass Thermalöl regelmäßig analysiert werden und ggf. aufbereitet oder ersetzt werden muss. Thermalöle müssen vor Sauerstoffeinwirkung abgeschottet werden und Ausdehnungsbehälter werden in der Regel mit Stickstoff überlagert. Thermalöle werden in den meisten Anwendungen oberhalb des Flammpunktes erhitzt, so dass bei der Erhitzer-Austrittstemperatur die Dämpfe ein explosionsfähiges Gemisch mit der Luft bilden können.
Maßgeblich für die Auslegung und den Bau von Wärmeträgeranlagen ist die DIN 4754 Teil 1 bis 3, für den Betrieb und die Wartung ist dies die Richtlinie VDI 3033. Ergänzend hierzu sind die Druckgeräterichtlinie 2014/68 EU, die Maschinenrichtlinie 2006/42 EG sowie die AD-Merkblätter zu beachten.

## Anwendungsgebiete

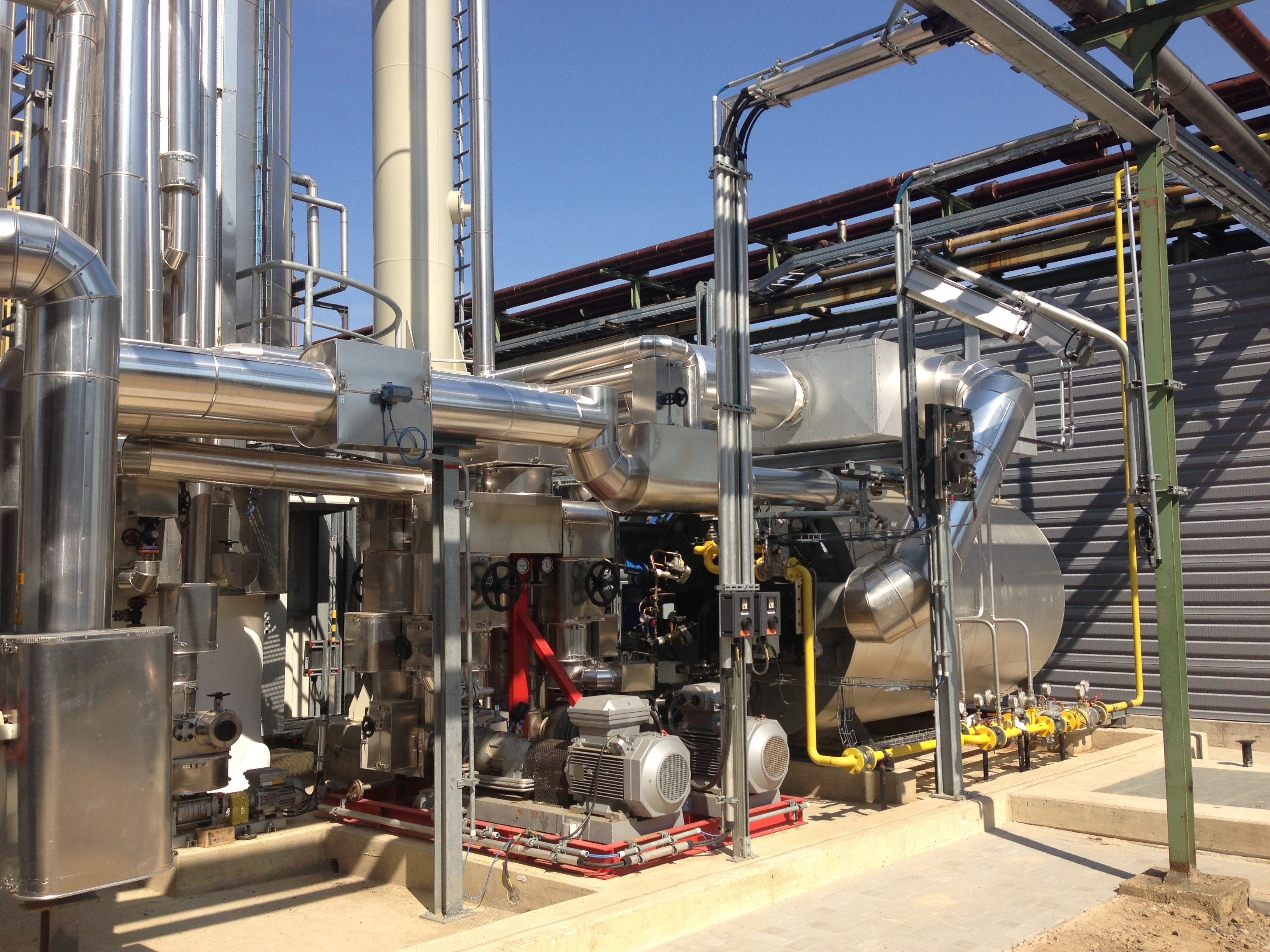
Befeuerter Erhitzer in einem Chemiewerk

Thermoölanlagen kommen mittlerweile in vielen produzierenden Branchen zum Einsatz. Nachfolgend einige Beispiele zu industriellen Prozessen bzw. Anwendungen:

### Chemische und petrochemische Industrie
In der chemischen Industrie spielt die Verfügbarkeit von Prozesswärme im hohen Temperaturbereich eine wichtige Rolle. Thermoölsysteme werden hier eingesetzt zur Beheizung von Polymerisationsanlagen, Polykondensationsanlagen, zur Spinnkopf-Beheizung und zur Polyesterfaser-Herstellung aber auch im Bereich der Kunststoff-Extrusion, der Temperierung von Knetern, Trocknern, Nutschen und Reaktoren. Ein weiteres Feld ist die Beheizung von Tanklagern für Rohöl.

### Druck-/Papierindustrie

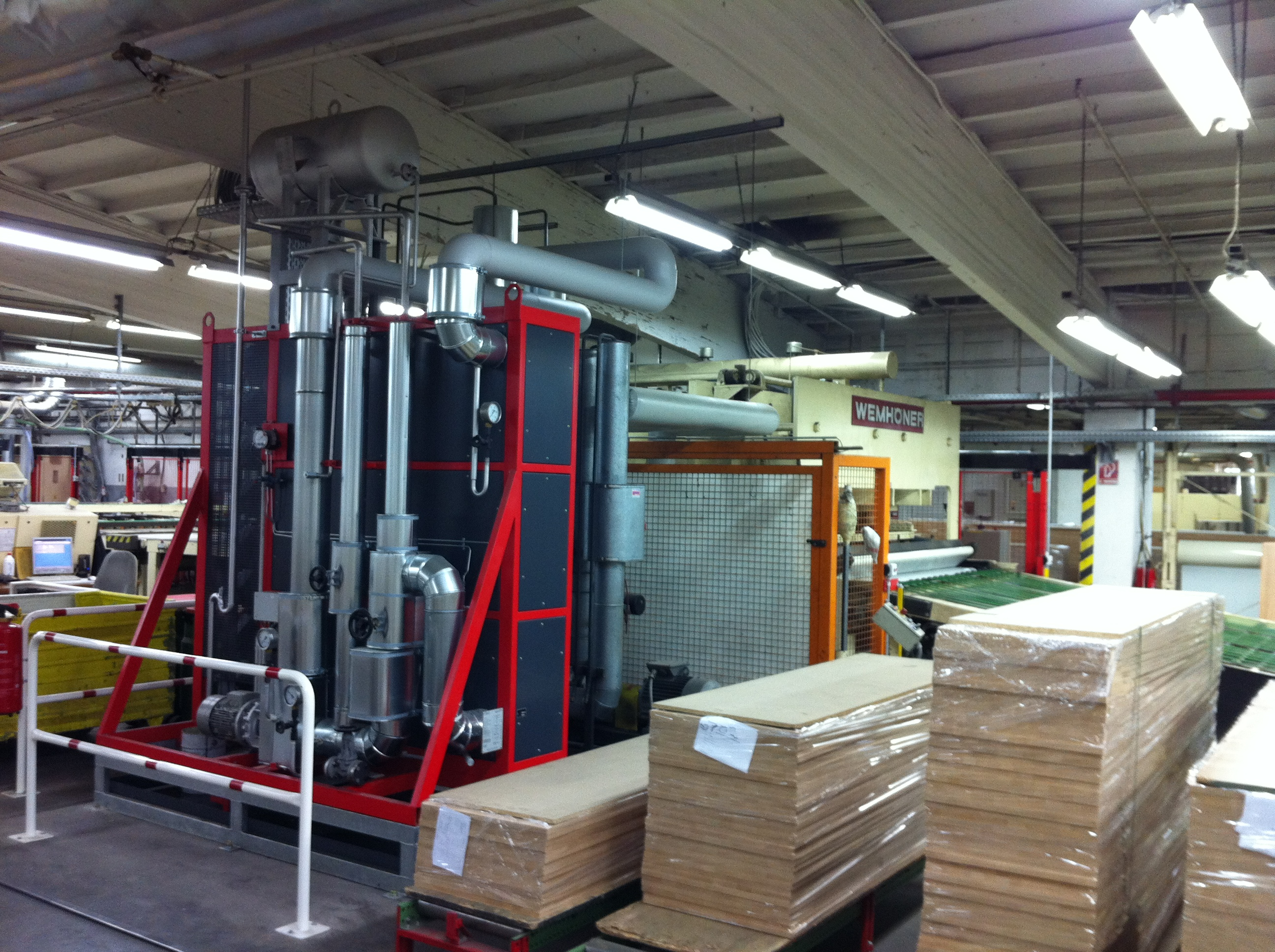
Elektro-Thermoölheizung in einem Möbelwerk

Im Bereich Druck und Papier gibt es für Thermoölanlagen zumeist zwei wichtige Einsatzbereiche: Zum einen werden Thermoölsysteme mit elektrischen oder befeuerten Erhitzern zur Beheizung von Flexodruck-Maschinen eingesetzt, zum anderen wird bei der thermischen oder regenerativen Nachverbrennung von Produktionsabluft mittels Abhitzesystemen Wärmeenergie aus dem Abgas zurückgewonnen und Beiheizungs-Prozessen wieder zugeführt.

### Holz-/Möbelindustrie
Thermoölsysteme – zumeist zentral beheizt und über mehrere Sekundärkreise mit den Verbrauchern verbunden – werden in der Holzwerkstoff- und Möbelindustrie zumeist eingesetzt zur Beheizung von Pressen und Beschichtungsanlagen, Wachsschmelzkesseln oder Kaschieranlagen.

### Lebensmittelindustrie
In der Lebensmittelindustrie speisen elektrische oder befeuerte Erhitzer mit anschließenden Primär- und Sekundärverbraucherkreisen die zentralen Produktionsprozesse wie Back-, Brat-, Brüh- oder Homogenisationsprozesse mit Wärmeenergie. Einsatzbereiche sind Großküchen, Industrie-Backöfen, Anlagen zur Milchpulver-Herstellung oder die Herstellung von Convenience Food.

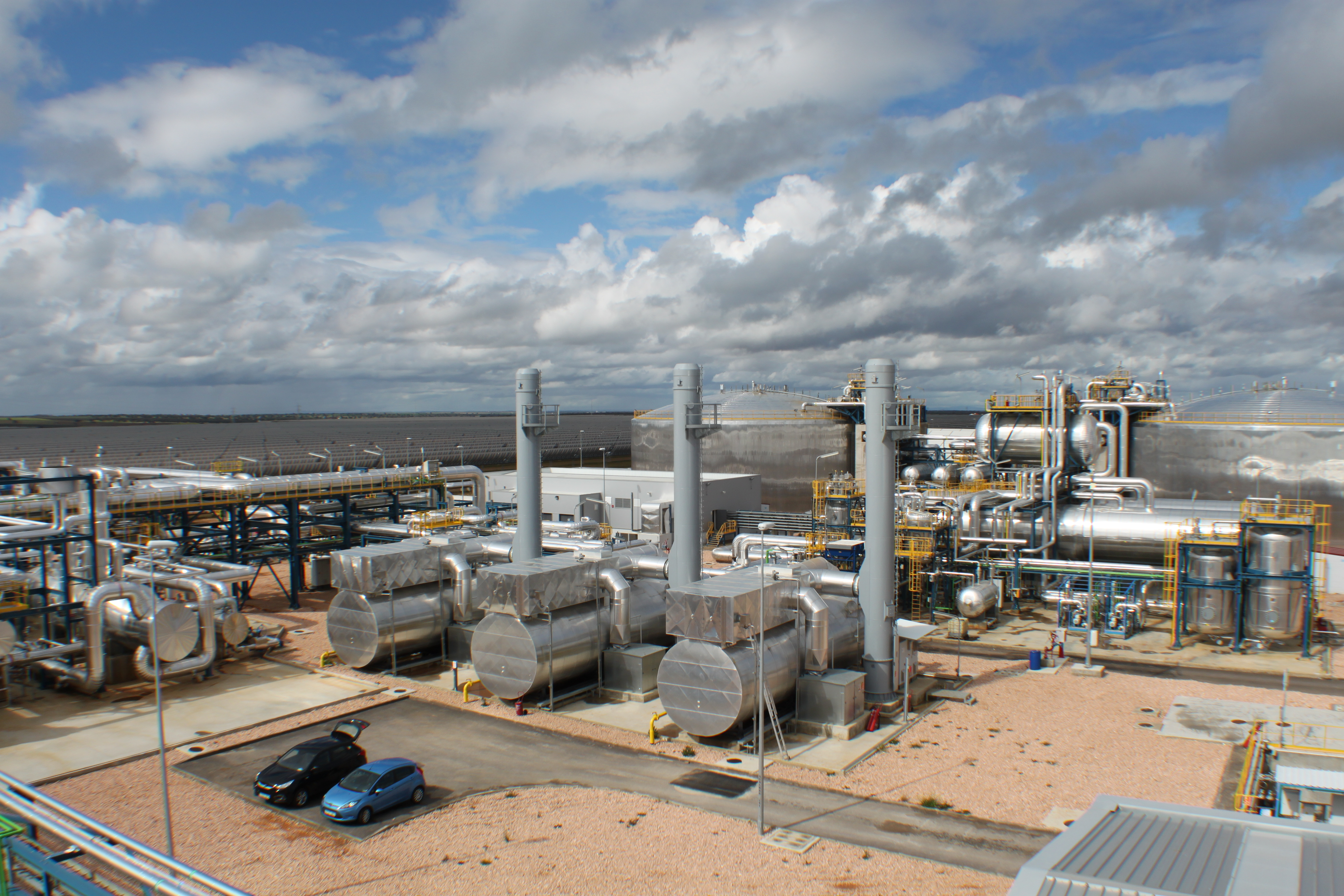
Befeuerter Erhitzer in einem Solarkraftwerk

### Erneuerbare Energien/Solarenergie
In der Energiewirtschaft gibt es mehrere Einsatzfelder für Thermoölanlagen. Einsatzbereiche sind insbesondere die Gasaufbereitung in Biogasanlagen und konventionellen Gaskraftwerken, die Abwärmenutzung in ORC-Anlagen oder die Stromerzeugung solarthermischen und Hybrid-Kraftwerken (CSP-Technologie).

### Kunststoff-/Textilindustrie
Überall in der Kunststoffbe- oder verarbeitung wird Prozesswärme benötigt. Thermoölsysteme mit Erhitzern sowie Sekundärkreisen zur Verteilung der Wärmeenergie werden beispielsweise eingesetzt bei der Temperierung von Flachfolien-Kalandern und Beschichtungsanlagen, zur Temperierung von Spritzguss-Werkzeugen oder der Beheizung von Kernausschmelz-Bädern (core melting technology).

### Marine
In der Schifffahrtsindustrie finden Thermoölanlagen bei der Beheizung von Bitumen- und Schweröltanks und bei der Wärmerückgewinnung hinter den Hauptmotoren und Gasturbinen Anwendung.